# 西能勢村
西能勢村（にしのせむら）は、大阪府豊能郡にあった村。現在の能勢町の西半にあたる。本項では発足時の名称である昭和村（しょうわむら）についても述べる。

## 地理
- 山岳：竜王山、城山、行者山、剣尾山、深山、三草山
- 河川：大路次川、山辺川、山田川、長谷川

## 歴史
- 1889年（明治22年）4月1日 - 能勢郡西郷村・枳根荘村が成立。
- 1896年（明治29年）4月1日 - 能勢郡と豊島郡が合併し豊能郡となる。
- 1931年（昭和6年）1月1日 - 西郷村・枳根荘村が合併して昭和村が発足。
- 1932年（昭和7年）4月1日 - 昭和村が改称して西能勢村となる。
- 1956年（昭和31年）9月30日 - 歌垣村・田尻村と合併して能勢町が発足。同日西能勢村廃止。